# Hypanartia catops
Hypanartia catops är en fjärilsart som beskrevs av Otto Staudinger. Hypanartia catops ingår i släktet Hypanartia och familjen praktfjärilar. Inga underarter finns listade i Catalogue of Life.